# Lavoisiera pohliana
Lavoisiera pohliana är en tvåhjärtbladig växtart som beskrevs av Berg och José Jéronimo Triana. Lavoisiera pohliana ingår i släktet Lavoisiera och familjen Melastomataceae. Inga underarter finns listade i Catalogue of Life.